# Montejo de Arévalo
Montejo de Arévalo er en by og kommune i det centrale Spanien i provinsen Segovia. Den har et indbyggertal på 161 (2024) indbyggere.